# Guillermo Rousset Banda
Guillermo Rousset Banda (Ciudad de México, 2 de septiembre de 1926 - ibidem, 29 de agosto de 1996) fue un traductor, editor, escritor y bibliómano mexicano, miembro del Partido Comunista Mexicano (PCM) y posteriormente uno de los fundadores durante los años 1960 de la Asociación Revolucionaria Espartaco, del Partido Revolucionario del Proletariado que se transformaría luego en el Partido Mexicano del Proletariado.

## Biografía
Hijo único, nacido en la Ciudad de México en 1926, en el seno de una familia burguesa liberal - su padre Guillermo Rousset Montoya, sus abuelos y sus tíos participaron en las primeras horas de la Revolución mexicana en Puebla junto a Aquiles Serdán y apoyaron a Madero - fue educado en el Colegio Americano.
Miembro del Partido Comunista Mexicano, a finales de la década de 1950 era ya un dirigente destacado. Conformó uno de los tres grupos renovadores en torno al Comité del DF del PCM y que, más tarde, daría lugar al surgimiento del Movimiento Espartaquista mexicano. A diferencia de José Revueltas, Rousset Banda logró la escisión de la mayoría del Comité del PCM en el Distrito Federal (Ciudad de México) conformando la Asociación Revolucionaria Espartaco. El Espartaquismo mexicano es una corriente crítica que rompió con la política de unidad a toda costa del PCM con el Partido Revolucionario Institucional y proclamó la necesidad de configurar el Partido de la clase obrera declarando que había sido inexistente en México. Distanciándose de la Revolución Mexicana como una revolución concluida y reclamando la necesidad de la independencia política de la clase proletaria, la conformación de su partido y la necesidad de la lucha por el socialismo en México.
En 1966 Guillermo Rousset fundó el Partido Mexicano del Proletariado. El PMP como se conocería por sus siglas tuvo una importante participación en el movimiento de 1968 en el sector politizado de izquierda (como lo refiere el texto de Sergio Zermeño. México una democracia utópica. El movimiento estudiantil del 68. México siglo XXI 1978). Junto con la Liga Comunista Espartaco. En los años 1970, con el exilio en París de Rousset Banda, su contacto con la izquierda europea, tanto con el grupo Socialismo y Barbarie, como con los grupos de la izquierda comunista italiana, permitirían la transformación del programa del PMP hacia esas posiciones. De regreso a México, como preso político, se aprobaría el programa de los 13 puntos. El Programa contenía como punto primero la necesidad de la abolición del trabajo asalariado, así como la incorporación de las demandas de la mujer, el rechazo al carácter socialista de los países del este europeo, principalmente la URSS, la crítica a los sindicatos como organismos sujetos al capital, la revisión del concepto dictadura del proletariado entre otros.
Al regresar a México fue aprehendido por un suceso pasional ocurrido años atrás, al enfrentarse con un rival (Carlos Farías) que se había metido con su exmujer Guillermo lo abatió a tiros. El asesinato pasional fue el pretexto para encarcelarle también por sus convicciones políticas y su actividad en Europa. Rousset regresó convencido de que la situación mexicana, dados los levantamientos armados de los estudiantes en las ciudades y campesinos en Guerrero, era una situación revolucionaria y que se requería de su participación al lado del Partido Mexicano del Proletariado. No sólo fue arrestado él, sino varios de sus correligionarios, que fueron torturados e injustamente encarcelados
Preso en el Reclusorio Norte y posteriormente en la cárcel de Santa Martha Acatitla, se dedicó al estudio, el ajedrez y las traducciones de obras de poetas como Paul Claudel, René Char, Ezra Pound y Rainer Maria Rilke. En 1978, recibió durante su estancia carcelaria el Premio Xavier Villaurrutia Mención Especial por su labor editorial.
En 1977 el PMP publicó la conocida revista ''Autogestión'' México que distribuyó 8 números, en 1981 apareció la revista Autogestión Nueva Época que publicó 4 números más. Fue un referente de los cambios profundos que se estaban produciendo en la izquierda mexicana en la década de 1970 Hacia los años 1980, el grupo dejó de publicar Autogestión y disminuyó notablemente su actividad política hasta desaparecer. Rousset Banda dedicó sus últimos años de vida a la docencia y a la edición de textos literarios. Impartió sus cátedras en la Licenciatura de Historia de la Escuela Nacional de Antropología e Historia, donde a finales de la década de 1990 tenía cursos como Imperialismo, crisis y guerras mundiales, así como la Revolución industrial y la expansión colonial en el mundo. También dio clases en la Licenciatura de Antropología Social, dónde su curso sobre la Escuela de Fráncfort se volvió muy conocido.
Fue amigo entre otros de Juan José Arreola, José Revueltas, José Ludlow y Norma Lorena Wanless. De 1985 hasta su muerte impartió en forma particular un taller de poética enfocado al análisis de la poesía contemporánea en verso libre. A dicho taller asistieron en forma asidua los escritores: Jorge Mouriño (Q. E. P. D.), Guadalupe Elizalde, Marlene Villatoro, Iliana Godoy y Teresa Guarneros, entre otros. 
A su muerte, hizo donación de su acervo bibliográfico de unos 20 000 volúmenes a la Universidad Autónoma de Ciudad Juárez.
En la actualidad, se otorga el Premio de Crítica Literaria y Ensayo Político que lleva su nombre. La convocatoria es anual y a nivel nacional, organizada por la UACJ.

## Obras
- Posiciones sobre la forma poética en verso, (póstumo) Centro Universitario Londres/UACJ, 1998.
- La teoría y el método de la historicidad de Bulnes en Francisco Bulnes, Rectificaciones y Aclaraciones a las Memorias del General Díaz, 1992
- Obra completa: verso y prosa. Enrique González Rojo, Jaime Labastida, Editor Domés, 1987
- David Alfaro Siqueiros, Dibujos lineales en estilo Art Nouveau, Editor Editorial Libros de México, 1984
- Extraños, Editor Ediciones Papeles Privados, 1982
- Elena Cusi y la poesía pura, 1956
- Un soneto, Editor Opus, 1955

## Traducciones
- René Char, Elogio de una sospechosa, Lince, 1997
- Rilke, Réquiem para una amiga, Colección Anfisbena, Editorial Nautilium, México, 1994
- Ezra Pound, Cantos prohibidos y excluidos, Bibliofilia mexicana, 1993
- Sitakant Mahapatra, La muerte de Krishna, Editor Lince editores, 1993
- Jacques Prévert, Revoltijo, Editor Departamento Editorial, Universidad Autónoma de Zacatecas, 1990
- René Char, Inmediaciones de Van Gogh, Lince, 1989
- Porfirio Barba Jacob, Obra poética, 1987
- René Maria Rilke, Poemas franceses, Punto por Punto, 1986
- Paul Claudel, Miniaturas, El Tucán de Virginia, 1986
- Ezra Pound, Personae, Editor Editorial Domés, 1981
- Francois Malherbe, Poemas, 1978
- Bertolt Brecht, Los siete pecados capitales del pequeño burgués, Editorial X, 1964
- Stéphane Mallarmé, Una negra, 1960
- George David Birknoff, Teoría matemática de la Estética, 1957
- Henry Mayer, Marx sobre Bakunin, un texto negligido, sin fecha
- Edward Gibbon, Decadencia y caída del Imperio romano, sin fecha.